# Мале Хантайське озеро
Мале Хантайське озеро або Делімакіт — озеро на півдні півострова Таймир в Красноярському краї Росії. Є витоком правої притоки Єнісею річки Хантайка, пов'язане протокою з озером Велике Хантайське..Озеро мілководне, береги порізані. Є природним регулятором стоку Хантайської ГЕС.

## Основні відомості
Мале Хантайське є системою з'єднаних протоками дрібних водойм, деякі з яких мають власні назви (оз. Арбакл). Площа озера 58 км², загальна площа всієї системи становить близько 70 км², рівень води на висоті 62 м НРМ. Льодостав з середини жовтня до середини червня.
Район озера розташований вище північного полярного кола, в кліматичній зоні тундри і лісотундри , повсюдного поширення вічної мерзлоти. Постійних населених пунктів немає.
Береги вкриті тайгою, на височинах навколишніх гір — тундри з моху та лишайнику.  Озеро багато рибою — окунь, щука, лосось.